# Swan Valley (Idaho)
Pour la région australienne, voir Swan Valley.
Swan Valley est une ville américaine située dans le comté de Bonneville en Idaho.
Selon le recensement de 2010, Swan Valley compte 204 habitants. La municipalité s'étend sur 11,62 milles carrés (30,1 km2), dont 11,51 milles carrés (29,81 km2) de terres.